# HD 183144
HD 183144，又名BD+13 4020，SAO 104862、HR 7396，是一颗恒星，视星等为6.32，位于銀經49.73，銀緯-1.31，其B1900.0坐标为赤經19h 22m 57.9s，赤緯+14° -1.31′ 49″。